# Konstanty Ćwierk
Konstanty Ćwierk, ps. „Szerszeń” (ur. 21 listopada 1895 w Sosnowcu, zm. 20 sierpnia 1944 w obozie koncentracyjnym KL Gusen I) – polski pisarz i poeta, autor kilkuset wierszy, opowiadań, nowel, słuchowisk radiowych i scenariuszy filmowych. Przez całe życie związany z Sosnowcem – piewca i miłośnik Zagłębia Dąbrowskiego, regionalista, badacz tradycji literackich Zagłębia.

## Życiorys
Życiorys Konstantego Ćwierka jest mało znany, mimo że w Archiwum Państwowym w Katowicach oraz archiwum rodzinnym są przechowywane liczne dokumenty i pamiątki. Część tych materiałów została zaprezentowana w roku 2003 uczestnikom konferencji naukowej pt. „Oblicza prasy Śląska i Zagłębia Dąbrowskiego w latach 1918–1939”, zorganizowanej na Wydziale Nauk Społecznych Uniwersytetu Śląskiego (gościem specjalnym była Maria Ćwierk, wdowa po jego synu Tadeuszu, troszcząca się o zachowanie pamięci o jego życiu i dorobku). Znaczna część zamieszczonych poniżej informacji biograficznych została opublikowana m.in. przez Katarzynę Maciejewską (Dziennikarz z Sosnowca) i Michała Kaczmarczyka (Wokół twórczości Konstantego Ćwierka; Pisarz z sercem).

### Dzieciństwo
Urodził się w rodzinie robotniczej. Jego ojciec, Paweł, był cieślą górniczym, matka, Emilia, zajmowała się domem. O rodzinie Ćwierka wiadomo niewiele. Nie zachowały się żadne dokumenty czy wspomnienia na temat jego rodziców, które mogłyby rzucić nieco światła na jego korzenie i dzieciństwo. Nie wiadomo więc, z jakiego powodu, w jakich okolicznościach i kiedy dokładnie Konstanty został adoptowany przez małżeństwo Piotra i Marię Lange. Przypuszczalnie Ćwierk został sierotą we wczesnym dzieciństwie. Rodzina Lange zaopiekowała się nim i wychowywała go przez kilkanaście lat.

### Szkoła i pierwsza praca
Około roku 1905 Konstanty Ćwierk rozpoczął naukę w prywatnej szkole fabrycznej w Sosnowcu. Osiągał bardzo dobre wyniki – z wszystkich przedmiotów poza językiem niemieckim otrzymywał oceny celujące i dobre. Szkołę ukończył z wzorowymi wynikami. Kontynuował edukację w czteroklasowej męskiej szkole handlowej. W ostatnim roku nauki siedemnastoletni Ćwierk rozpoczął pracę korektora w „Kurierze Zagłębia” – sosnowieckim dzienniku o charakterze politycznym, społecznym i literackim. Zdaniem współpracowników i zwierzchników Ćwierk już wówczas wyróżniał się talentem, dużą wrażliwością literacką oraz wiedzą z zakresu historii literatury i ortografii.
Pracę w redakcji „Kuriera Zagłębia” młody Konstanty traktował poważnie – była ona dla niego praktyczną szkołą dziennikarstwa, pozwalała „z pierwszej ręki” czerpać wiedzę na temat wydarzeń w regionie, uczestniczyć w jego życiu kulturalnym i politycznym.

### Warszawska przygoda
Nastoletni Ćwierk nie chciał jednak związać swojej przyszłości z zawodem dziennikarza. Od pracy w gazecie zdecydowanie bardziej interesowało go aktorstwo. Przy korektorskim biurku zarobię na chleb i poznam pisarskie rzemiosło. To ciekawa praca, daje dużo zadowolenia. Ale marzę o występach na scenie, o teatrze, w którym czuję się najlepiej – pisał w liście do jednego ze swoich przyjaciół. Jako nastolatek Konstanty często przyglądał się pracy artystów sosnowieckiej sceny, śledził także występy goszczących w Zagłębiu objazdowych trup teatralnych. Pod koniec 1912 roku postanowił zrealizować swoje marzenia o aktorstwie. Wyjechał na studia do warszawskiej szkoły dramatycznej działającej przy Teatrze Wielkim. Zdał egzamin i rozpoczął naukę na pierwszym roku. Studia aktorskie dawały mu ogromną satysfakcję i stały się inspiracją do podjęcia pierwszych dojrzalszych prób dramaturgicznych. Szybko okazało się jednak, że zapał do pracy i chęć spełnienia marzeń nie wystarczą, by utrzymać się w drogiej i mało przyjaznej Warszawie. Ćwierk nie miał stałego źródła dochodu, a jego oszczędności szybko się skończyły. Po roku nauki perspektywa przerwania studiów i konieczności powrotu do Sosnowca stawała się coraz bardziej realna. Decyzję tę wymusił ostatecznie wybuch I wojny światowej. W 1914 roku Konstanty opuścił Warszawę i pieszo wrócił do Zagłębia. Wbrew opiniom wygłaszanym przez niektórych badaczy jego biografii, nie był rozgoryczony i rozczarowany swoim pobytem w stolicy. W okresie późniejszym wielokrotnie podkreślał, że studia w szkole dramatycznej były dla niego ogromnie ważnym i pouczającym momentem, choćby ze względu na możliwość „przeżycia” atmosfery stolicy i poznania wielu interesujących ludzi, w tym aktorów Teatru Wielkiego.

### Teatr
Po powrocie do Sosnowca Konstanty Ćwierk nie zrezygnował ze swojej aktorskiej pasji. Nawiązał współpracę z utworzonym w mieście z inicjatywy Anieli Zarębskiej amatorskim zespołem teatralnym. Kierowniczka grupy – aktorka i śpiewaczka operowa znana zagłębiowskiej publiczności z wcześniejszych występów (1902/1903) w zespole Felicjana Felińskiego-Passakasa, skupiła wokół siebie grono miłośników teatru, wśród których znaleźli się zarówno doświadczeni aktorzy, jak i młodzi adepci sztuki teatralnej i amatorzy marzący o artystycznej karierze. Prowadzone przez Zarębską Towarzystwo Artystów Dramatycznych (od jesieni 1915 roku Towarzystwo Artystów Komediowo-Operetkowych) miało swoją siedzibę w kinie „Sfinks” w Sosnowcu, gdzie wystawiano najwięcej spektakli. Z czasem teatr rozwinął się i zaczął obejmować swoim zasięgiem teren całego Zagłębia Dąbrowskiego. W tym okresie Konstanty Ćwierk występował w większości wystawianych przez TAKO spektakli, nierzadko pomagając w doborze repertuaru. Grupa dbała o to, by na afiszach nie brakowało atrakcyjnych i wartościowych dla widza pozycji. Grano m.in. „Marcowego kawalera” J. Blizińskiego, „Pierwszą miłość” F.K. Błotnickiego, „Piorunem” H. Dzierżkówny, „List rekomendowany” E. Labischa, „Ostatni kosz” B.S. Herbaczewskiego, „Wesołego karawaniarza” S. Kiedrzyńskiego, „W porę” Z. Przybylskiego oraz operetki: „Lalkę” E. Audrana, „Nitouche, czyli przygody pensjonarki” F.B. Hervégo i „Bęben” J. Offenbacha.

### Miłość
Współpraca z teatrem A. Zarębskiej była w życiu Ćwierka wydarzeniem szczególnej wagi i to nie tylko ze względu na możliwości realizowania aktorskich talentów. Właśnie w TAKO Konstanty poznał swoją przyszłą żonę – Antoninę Zofię Kowalską. Zofia, bo tego imienia używała, urodziła się 17 stycznia 1899 roku w Łukowie. Jako czteroletnia dziewczynka trafiła do Sosnowca, gdzie po śmierci rodziców wychowywała ją ciotka, właścicielka bufetu na południowym dworcu kolejowym. Kowalska z trupą TAKO związana była niemal od początku. W teatrze pełniła wiele funkcji. Była bileterką, zajmowała się sprawami administracyjnymi, redagowała treść afiszów, rozpisywała role, była suflerem, a także występowała na scenie – śpiewała, tańczyła, grała role amantek i dzieci. Konstanty zaprzyjaźnił się z Zofią już w pierwszych dniach swojej współpracy z trupą. Parę stanowili od połowy 1915 roku. Kierownictwo TAKO, chcąc finansowo pomóc zakochanym, zorganizowało im benefis, który odbył się 4 marca 1916 roku. Podczas uroczystego przedstawienia zaprezentowano widzom sztukę „Ulicznik paryski” J.F.A. Bayarda, E.L. Vanderbuscha i E. Scribe’a, w którym główne role zagrali Kowalska i Ćwierk. Wszyscy występujący tego dnia aktorzy zrzekli się swoich honorariów, przeznaczając zyski ze spektaklu na rzecz benefisantów. Otrzymali oni także od zespołu i widzów skromne prezenty oraz pierścionki zaręczynowe. Niedługo później młodzi aktorzy pobrali się. Odtąd na wielu przyjęciach, rautach, uroczystościach, towarzyszyła mu ta aktorka i recytatorka. Stanowili zresztą przepyszną parę; byli rozrywani, gdzie tylko się pojawili; on dżentelmen w każdym calu, ona piękna, szczęśliwa i tryskająca życiem „lady” niczym z filmu, a jakże bliska i bez kaprysów.

### Praca w szkole
Po ślubie Ćwierkowie przez krótki okres występowali jeszcze w zreorganizowanym teatrze Zarębskiej, wystawiającym spektakle w sali kina „Momus” na Pogoni, jednak ze względu na niewysokie honoraria musieli zrezygnować z pracy w teatrze. 24 czerwca 1916 roku Konstanty Ćwierk jako ekstern zdał egzamin pedagogiczny w Seminarium Nauczycielskim w Zawierciu. Egzamin ten obejmował wiedzę z zakresu pedagogiki, religii, języka polskiego, historii, geografii oraz przyrodoznawstwa i dawał uprawnienia do pracy w zawodzie nauczyciela. W tym samym czasie, latem 1916 roku, Ćwierk zapisał się na kurs nauczycielski organizowany przez Koło Sosnowieckie Polskiej Macierzy Szkolnej i Towarzystwo Wzajemnej Pomocy Nauczycielstwa Polskiego Szkół Początkowych. Kurs obejmował podstawy wiedzy z zakresu pedagogiki, historii Polski, literatury polskiej i geografii i był jedną z form doskonalenia zawodowego nauczycieli. Po zakończeniu szkolenia dwudziestojednoletni Konstanty Ćwierk znalazł zatrudnienie w ośmioklasowej Szkole Realnej Karola Araszkiewicza w Sosnowcu, gdzie w młodszych klasach prowadził zajęcia z gimnastyki i języka polskiego.

### Wyjazd z Sosnowca
Niedługo później, 27 września 1916 roku, przyszło na świat pierwsze dziecko Ćwierków – Justyna Maria. Mniej więcej w tym czasie Konstanty rozpoczął współpracę z dziennikiem „Iskra” wydawanym w Sosnowcu od czerwca 1915 roku z inicjatywy Wiktora Monsiorskiego. Na łamach „Iskry” publikował swoje pierwsze, dojrzałe próby poetyckie. Z uwagi na trudną sytuację materialną pod koniec sierpnia 1917 roku Konstanty Ćwierk zrezygnował z pracy w szkole Araszkiewicza, z której – jak czytamy w zaświadczeniu wystawionym przez kierownika placówki – odszedł dla polepszenia losu. Wraz z rodziną wyjechał z Sosnowca, by od nowego roku szkolnego przyjąć posadę kierownika i nauczyciela w szkole ludowej w Gniazdowie koło Koziegłów. Początki pracy na wsi nie były łatwe. Tamtejsi mieszkańcy przybyszów z miasta traktowali z dystansem i nieufnością. Zdarzało się, że Zofia miała trudności z kupieniem mleka czy kaszy dla dziecka. Z czasem sytuacja się zmieniła i Ćwierkowie stali się jedną z najpopularniejszych i najbardziej szanowanych rodzin w Gniazdowie. Duża w tym zasługa Konstantego, który niemal natychmiast po przyjeździe do wsi zaangażował się nie tylko w pracę nauczyciela, ale także w działalność społeczną. Organizował kursy dla dorosłych analfabetów, przyczynił się do założenia Ochotniczej Straży Pożarnej i biblioteki młodzieżowej, stworzył amatorski zespół teatralny. W Gniazdowie Ćwierk mieszkał i pracował dwa lata. Do swojego rodzinnego miasta powrócił w sierpniu 1919 roku na usilne nalegania dyrektora K. Araszkiewicza, który zaproponował młodemu nauczycielowi i literatowi zatrudnienie na nowych, zdecydowanie korzystniejszych niż przedtem warunkach.

### Kariera dziennikarska
Po przyjeździe do Zagłębia Ćwierk kontynuował pracę w zawodzie nauczyciela. W roku szkolnym 1919/1920 uczył w Gimnazjum Realnym Araszkiewicza przy ul. Targowej 12 w Sosnowcu. W szkole pełnił także funkcję sekretarza, bibliotekarza i kasjera. Wkrótce porzucił jednak pracę w oświacie i związał się z sosnowiecką redakcją „Głosu Pracy” – organu Narodowego Związku Robotniczego (od 1920 Narodowej Partii Robotniczej). Z „Głosem Pracy” Ćwierk współpracował z powodów ideowych. Na łamach gazety mógł swobodnie prezentować swoje proproletariackie nastawienie, jednak bez konieczności wiązania się z ruchem socjalistycznym, którego nie akceptował ze względu na jego programowy ateizm. W 1921 roku Konstanty Ćwierk po raz pierwszy objął stanowisko redaktora naczelnego i przez kilka miesięcy kierował pracą redakcji „Głosu Pracy”. Z ramienia gazety angażował się wówczas w działalność społeczną, organizując i wspierając powstające w Zagłębiu komitety pomocy na rzecz powstań śląskich i akcji plebiscytowej. W ramach pracy w komitetach Ćwierk zajmował się m.in. zbiórką pieniędzy i żywności dla powstańców. W tym okresie zbliżył się do Wojciecha Korfantego i ks. Teodora Kubiny – późniejszego biskupa diecezji częstochowskiej i działacza polonijnego w USA. Współpraca z Korfantym zaowocowała przyjęciem Konstantego Ćwierka do zespołu redakcyjnego katowickiej „Polonii”. Wkrótce przy ul. 3 Maja 5 w Sosnowcu dziennikarz uruchomił zagłębiowską filię gazety i spółki wydawniczej.
8 lutego 1922 roku urodził się syn Konstantego i Zofii Ćwierków, Tadeusz. W roku jego narodzin Ćwierk, m.in. ze względu na dobre warunki finansowe, rozpoczął pracę dziennikarza w „Iskrze”, w której wcześniej drukował swoje wiersze. Równocześnie angażował się w działalność wydawniczą o charakterze satyrycznym. Współpracował z tygodnikiem satyryczno-humorystycznym „Chochoł”, który ukazywał się w Sosnowcu i w Katowicach. Kierownikiem artystycznym pisma był nominalnie Jan Walewski, lecz w praktyce za jego redagowanie odpowiadali Ćwierk i Zygmunt Rychter – zagłębiowski działacz oświatowy i dziennikarz związany m.in. z „Kurierem Zagłębia”, „Przeglądem Zagłębia” i „Sterem Zagłębia”. Pod redakcją Ćwierka ukazały się w okresie od 8 do 24 września 1922 roku trzy numery „Chochoła”. Tygodnik powstał w środowisku Narodowej Partii Robotniczej i drukowany był w partyjnej oficynie poligraficznej „Praca” przy ul. Kołłątaja 10 w Sosnowcu. Powierzenie Ćwierkowi funkcji redaktora odpowiedzialnego „Chochoła” dowodzi bez wątpienia, iż dziennikarz był już wówczas silnie związany z artystycznym środowiskiem regionu. Dowodem na to była również jego współpraca z takimi osobistościami świata kultury Zagłębia Dąbrowskiego, jak dziennikarz Józef Stacherski, adwokat i działacz kulturalny Henryk Horski, grafik Lucjan Horski czy poeta Edward Kłoniecki. Efekt tej współpracy stanowiła m.in. wydana w 1923 roku „Jednodniówka Towarzystwa Artystyczno-Literackiego” w Sosnowcu zredagowana przy wydatnej pomocy Konstantego Ćwierka. Pretekstem do przygotowania pisma było otwarcie I Jesiennej Wystawy Obrazów Malarzy Polskich. Swoje wiersze obok Ćwierka drukowali w nim: Władysław Musiał, Czesław Jastrzębiec-Kowalski i Edward Kłoniecki. „Jednodniówka” traktowana była jako numer próbny periodyku literackiego, który sosnowieckie Towarzystwo Artystyczno-Literackie zamierzało w przyszłości wydawać.
W tym czasie dziennik „Kurier Zachodni” został opanowany przez sympatyków opozycyjnego wobec rządu Związku Ludowo-Narodowego. Ze względu na pracę Ćwierka w gazecie, zaczęto postrzegać go jako zdeklarowanego zwolennika programu Romana Dmowskiego. Pogląd ten wydaje się jednak nie do końca słuszny – autor „Bezrobotnego Zagłębia” pozostawał wierny swoim centrowym, umiarkowanym przekonaniom politycznym, bliższym w tym czasie raczej chadecji aniżeli obozowi Narodowej Demokracji. Działalność dziennikarska Konstantego Ćwierka przybrała najszersze rozmiary w roku 1936, kiedy równocześnie pracował w „Kurierze Zachodnim” i „Ekspresie Zagłębia”. Gazeta ukazywała się w Sosnowcu od 1926 roku. Jej założycielem i wydawcą był Wiktor Monsiorski. Po jego śmierci w 1936 roku Ćwierk objął od 1 października stanowisko redaktora naczelnego. Kierował „Ekspresem Zagłębia” przez ponad rok, do 17 stycznia 1938 r.

### Radio
W połowie lat trzydziestych w życiu zawodowym Konstantego Ćwierka nastąpił nieoczekiwany zwrot. A wszystko za sprawą inicjatywy podjętej przez Ignacego Bereszkę, dyrektora będzińskiej Elektrowni Okręgowej w Zagłębiu Dąbrowskim. Jednym z wielu zainteresowań inż. Bereszki była radiofonia. W wyniku starań dyrektora zawiązał się w Sosnowcu Komitet Propagandy Radia, którego celem było uruchomienie w mieście regionalnego podstudia Polskiego Radia w Katowicach. W skład komitetu weszli: starosta będziński Józef Boksa jako przewodniczący, Józef Przedpełski i Ignacy Bereszko jako dwaj wiceprzewodniczący oraz Jerzy Bijasiewicz i Kazimierz Gadomski. Wkrótce do animatorów zagłębiowskiego ruchu radiofonicznego dołączył także Konstanty Ćwierk. W wyniku energicznych działań Komitetu Propagandy Radia oraz pomocy dyrekcji EOZD podstudio Radia Katowice w Sosnowcu zostało uruchomione 15 stycznia 1936 roku. Inaugurację działalności stacji tak opisywał „Expres Zagłębia” z 17 stycznia 1936 r.: Otwarcie podstudia, mieszczącego się w lokalu Elektrowni, w Sosnowcu, przy ul. Dęblińskiej 1, róg Piłsudskiego, odbyło się bardzo uroczyście. Na otwarcie przybyli przedstawiciele władz z wojewodą kieleckim dr. Dziadoszem na czele, przedstawiciele dyrekcji Polskiego Radia z Warszawy i Katowic, przedstawiciele samorządów, sfer gospodarczych, prasy itp. Przed lokalem Elektrowni, gdzie umieszczone były głośniki, zebrały się tłumy publiczności, słuchając przez godzinę pierwszego programu zagłębiowskiego. Otwarcia podstudia dokonał wojewoda Dziadosz, po czym o Zagłębiu mówił poseł dr Madeyski. Z uznaniem należy podkreślić, że podstudio powstało dzięki inicjatywie i zabiegom dyr. naczelnego Elektrowni inż. Bereszki. Toteż zebrani licznie przedstawiciele władz państwowych złożyli inicjatorowi i twórcy podstudia inż. Bereszce gratulacje i serdeczne podziękowanie w imieniu całego społeczeństwa zagłębiowskiego. Za redagowanie audycji emitowanych z sosnowieckiego studia odpowiedzialny był od początku Konstanty Ćwierk. Przygotowywał on i prowadził nadawany początkowo raz w tygodniu, trwający 45 minut program pt. „Zagłębiowska godzina”, który wkrótce zmienił nazwę na „Zagłębie Dąbrowskie ma głos”. Audycja cieszyła się w Zagłębiu ogromną popularnością, o czym świadczą listy od słuchaczy napływające do rozgłośni, w których sosnowiczanie nie szczędzili słów uznania dla pracy redaktora Ćwierka. W Polskim Radiu Konstanty Ćwierk pracował aż do wybuchu wojny.

### Działalność społeczna
Dwudziestolecie międzywojenne to czas, kiedy Zofia i Konstanty Ćwierkowie angażowali się w rozliczne akcje społeczne. Jako osoby w Zagłębiu powszechnie znane i szanowane, posiadające swoje kontakty i wpływy, mieli duże możliwości organizowania zbiórek pieniędzy czy darów dla najbiedniejszych, gromadzenia funduszy stypendialnych i tworzenia instytucji charytatywnych. To dzięki ich zaangażowaniu rozwinęło się w Sosnowcu Towarzystwo im. Świętej Zyty opiekujące się służącymi z najbogatszych domów Zagłębia, wybudowano Dom św. Zyty, w którym m.in. przygotowywane były darmowe posiłki dla ubogich. Towarzystwu św. Zyty godnie prezesowała Zofia Ćwierk. Jej mąż w okresie 1930–1939 pełnił obowiązki opiekuna sosnowieckiego harcerstwa, był również nieocenionym mecenasem zagłębiowskiej młodzieży. Udzielał pomocy materialnej studentom zrzeszonym w Akademickim Kole Zagłębian w Krakowie, współpracował z Towarzystwem Przyjaciół Teatru, z jego inicjatywy powstała biblioteka dla Macierzy Szkolnej w Zagłębiu Dąbrowskim, w której zgromadzono wcale pokaźny księgozbiór o tematyce edukacyjnej i młodzieżowej. Oprócz tego Konstanty Ćwierk pełnił wysokie funkcje w sosnowieckim oddziale Ligi Morskiej i Kolonialnej oraz w Syndykacie Dziennikarzy Śląska i Zagłębia Dąbrowskiego, gdzie od 1936 r. zajmował stanowisko wiceprezesa. Działalność społeczna Ćwierka w okresie międzywojennym spotykała się z ogromnym uznaniem ze strony społeczności Zagłębia. W domowym archiwum rodziny Ćwierków znajduje się kilkaset listów i kartek pocztowych wysłanych przez osoby i instytucje, którym Ćwierk pomagał, z życzeniami i wyrazami wdzięczności za okazane wsparcie. Są wśród nich m.in. pisma od organizacji młodzieżowych, towarzystw przemysłowych, szkół, stowarzyszeń muzycznych itp.

### II wojna światowa
1 listopada 1939 roku Ćwierk miał otrzymać posadę redaktora naczelnego i wydawcy „Kuriera Zachodniego”. Zarządca gazety wydzierżawiał mu także drukarnię prasową przy ul. Piłsudskiego 4. Zgodnie z umową zawartą z Sosnowiecką Spółką Wydawniczą Ćwierk miał pełnić swoje obowiązki przynajmniej przez rok, tj. do 31 października 1940 r. Wybuch wojny pokrzyżował te plany. Krótko po wkroczeniu wojsk hitlerowskich do Zagłębia Konstanty Ćwierk w obawie przed aresztowaniem zdecydował się uciec z Sosnowca. Wyjechał do miejscowości Zawada na Mazowszu i zamieszkał u przyrodniej siostry swojej żony – nauczycielki w miejscowej szkole. Po kilku tygodniach, wbrew protestom żony, powrócił jednak do rodzinnego miasta, wierząc, że po przejściu frontu doczeka bezpiecznie końca wojny. Wkrótce do domu wrócił także syn poety, Tadeusz, który na początku września, jeszcze przed wkroczeniem wojsk sowieckich, wyjechał na Wschód. Rodzina Ćwierków obawiała się aresztowania, wszak patriotyczna i kulturalna działalność Konstantego była w Zagłębiu powszechnie znana. Wbrew namowom bliskich Ćwierk nie zdecydował się jednak na powtórny wyjazd z Sosnowca. Szukał pracy, chciał odciążyć finansowo żonę, która zarabiała, szyjąc torby oraz pomóc dzieciom zatrudnionym w niemieckich zakładach przemysłowych. Nie zdążył. Wczesnym rankiem 1 maja 1940 został aresztowany przez gestapo w domu przy ul. Ostrogórskiej 16a.

### Obóz koncentracyjny

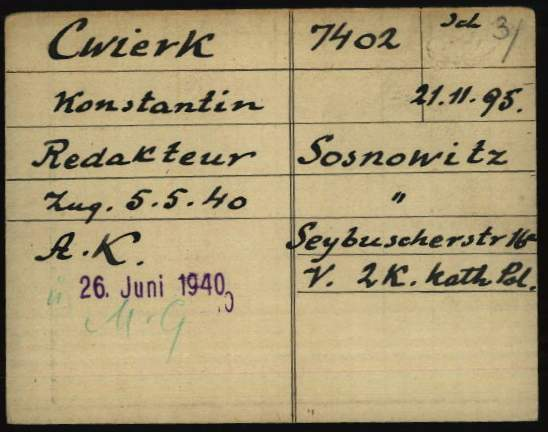
Karta rejestracyjna Konstantego Ćwierka jako więźnia w nazistowskim obozie koncentracyjnym w Dachau

Początkowo Konstanty Ćwierk wraz z innymi aresztowanymi trafił do podobozu SS mieszczącego się na terenie fabryki Schoena w Sosnowcu. Stamtąd przez Dachau wywieziono go do obozu koncentracyjnego w KL Gusen I w Górnej Austrii. Trafił do komanda kamieniarzy, otrzymał numer więzienny: 45374 (w 1941 r. 7402; w 1942 r. 5025). Będąc w obozie nie załamał się, nie stracił nadziei. Wręcz przeciwnie – szybko stał się głównym organizatorem obozowego życia kulturalnego, jednej z form oporu przeciw hitlerowskiemu terrorowi. Pisał i recytował wiersze, wygłaszał monologi, inicjował dyskusje o literaturze, organizował także konkursy literackie, w których sam brał udział. Jeden z nich odbył się w święta Bożego Narodzenia 1940 roku w ramach akademii z okazji rocznicy powstania wielkopolskiego. W konkursie wzięło wówczas udział siedmiu obozowych poetów. Konstanty Ćwierk zdobył w nim pierwszą nagrodę w postaci trzech porcji chleba. W 1942 r. rozpisano kolejny konkurs. Także i tym razem zwyciężył wiersz K. Ćwierka.
Wiele utworów poety, do których muzykę dopisywali inni więźniowie, głównie Gracjan Guziński i Edward Unkiewicz, stało się popularnymi w obozie pieśniami patriotycznymi (część z nich została po wojnie umieszczona na płycie wydanej przez Polskie Nagrania). Napisze o tym po latach Grzegorz Timofiejew, przyjaciel Ćwierka z okresu pobytu w Gusen: Ludzie w obozie znali i śpiewali „Marsz gusenowców”. [...] I ja śpiewałem ożywiony nadzieją. Aż doczekałem się... Gdy wsiadałem do amerykańskich ciężarówek i ostatni raz rzuciłem okiem na „świat kamiennych brył” – towarzyszyła mi pieśń Ćwierka. [...] Pamiętam, jak krótko przed wyzwoleniem śpiewał „Golgotę” w kamieniołomach bas baryton Józef Gruszczyński. Głos odbijał się o skalne ściany, potężniał i zdawał się powtarzać skargę tysięcy ludzi [...].
Poeta był w obozie postacią niezwykle szanowaną. Głównie dlatego, że sam reprezentował postawę ogromnego szacunku i miłości wobec współwięźniów. Dzielił się z kolegami skromnymi porcjami jedzenia, podnosił ich na duchu, pisał wiersze przeznaczone dla rodzin przyjaciół. Zachowało się m.in. kilka tekstów poetyckich poświęconych bliskim Adama Gutkowskiego ze Zgierza, który dzielił z Ćwierkiem w obozie jedno łóżko. A. Gutkowski tak wspomina swoją obozową przyjaźń z Konstantym Ćwierkiem: W roku 1942 przesiedlono mnie z bloku 8 na 17 i tam wyznaczono mi łóżko na sztubie 13. Jako wspólnika do spania przydzielono mi kolegę Konstantego Ćwierka – tak się nawiązała z biegiem okoliczności nasza braterska przyjaźń. I tutaj znów los złączył dwie sprzeczności! Ja biedny rolnik, gospodarz na kilku składach, a Kostek człowiek o szerokich horyzontach. Ale już po kilku przespanych nocach dusza, myśli i serca nasze stworzyły wspólną więź i do dziś nierozłączną całość. Jego duch nieśmiertelny krąży wokół mnie i wszędzie mi towarzyszy – tak jak tam, tak i tu jest wszędzie ze mną! Konstanty był cierpiący na nerwicę serca. W paczkach otrzymywał leki i to go podtrzymywało do pewnego stopnia. Człowiek krępej budowy, o silnym wzroku i krzaczastych brwiach – był zawsze zadumany, zamyślony. W okresie niemal 4 lat na twarzy jego nie spostrzegłem nigdy uśmiechu. Pracowaliśmy razem w kamieniołomach na szczycie Kastenchof, który w poezji nazywał Golgotą. Najmilsze chwile w obozie, po ciężkim, mozolnym, łzami i potem przesiąkniętym dniu krwawej pracy, to chwila ciszy przy kolacji i wspólna szeptem pogadanka w łóżku. Snuły się nawzajem wspomnienia spod rodzinnej strzechy, tematy nigdy nie wyczerpane. Szczere, życzliwe, serdeczne uczucia zawsze towarzyszyły nam o każdej porze dnia.
Pod koniec życia, kiedy poeta wyraźnie podupadał na zdrowiu, troskliwą opieką otoczyli go członkowie polskiego ruchu oporu, głównie lekarze Antoni Gościński, Zbigniew Wlazłowski i Adam Konieczny. Nie udało się jednak pomóc nieuleczalnie choremu twórcy. Na kilka tygodni przed śmiercią został sparaliżowany, stracił mowę. Gdy Ćwierk leżał na łożu śmierci, pod jego barak przyszedł muzyk i kompozytor Lubomir Szopiński wraz z grupą chórzystów, aby zaśpiewać poecie kilka pieśni. Gdy rozległa się muzyka, na miejsce przybiegł kapo Emil Sommer, który zażądał przerwania występu. Szopiński odmówił wykonania rozkazu, a chórzyści śpiewali dalej. Wówczas kapo spoliczkował i przewrócił muzyków, a następnie brutalnie wyrzucił ich z terenu baraku szpitalnego.
Stan zdrowia Konstantego Ćwierka pogorszył się gwałtownie 20 sierpnia 1944 roku. Chwile te wspomina przyjaciel poety Roman Grzyb: Twarz sczerniała mu od czarnego zarostu i te wspaniałe krzaczaste brwi czyniły z tego człowieka wizję męczennika, który trwa i wierzy, że wszystko kiedyś musi się skończyć, choć on może tego nie doczeka. Wówczas do uszu moich dochodziły często słowa wiersza-modlitwy „Bogurodzico, o Matko Karmiąca, daj moim dzieciom kromkę chleba co dzień”. To była jego codzienna modlitwa. [...] Choroba trawiła jego siły. Polscy lekarze czynili wszystko, by go ratować, ale organizm słabł coraz bardziej. Jego potężne ciemne brwi i ciemny zarost na schudłej twarzy czyniły go podobnym do aktora Jacka Woszczerowicza – to było jego wierne odbicie. Nagle Kostek podniósł się i z rozpaczą w oczach zawołał „umieram, a moja Zosia..., gdzie ona jest? Nie ma, wszystko na próżno...” i głowa opadła mu na poduszkę. Podparłem mu głowę. Rzęził, nie poznawał już nikogo i tak odszedł. Zamknąłem mu powieki, albowiem nie mogłem patrzeć na te pałające żarem i tęsknotą oczy. Tak odszedł wielki piewca obozowy, dobry człowiek...
Konstanty Ćwierk zmarł z powodu gruźlicy i ropnego zapalenia osierdzia. Miał czterdzieści dziewięć lat.

## Twórczość
Konstanty Ćwierk opublikował ponad tysiąc wierszy, osiem dramatów, kilkanaście nowel i opowiadań, cztery powieści oraz liczne felietony, pisane dla radia i telewizji. Wybór wierszy został opublikowany po II wojnie światowej pt. „Konstanty Ćwierk - testament regionalnego twórcy i patrioty” (wybór wierszy i wstęp – Robert Podleśny).
Opublikował pogadanki na temat historii Zagłębia, wywiady i polemiczne felietony na tematy społeczne, polityczne, kulturalne, moralne, filozoficzne. Wiersze zadziwiały różnorodnością formy i treści. Oddawały realny klimat międzywojennego Zagłębia, obserwowanego oczami dziennikarza, zawsze jednak w formie pełnej lirycznej zadumy nad upływem czasu. Wraz z prawdą o krytycznie ocenianej rzeczywistości międzywojennego Zagłębia, starał się przekazywać subtelne uczucia i przemyślenia o przyczynach zła i postawach człowieka wobec wyzwań, przed którymi staje. O jego twórczości pisano m.in.:

Postać Ćwierka jest tak bardzo charakterystycznie zbudowana wewnętrznie, że może on być niejako patronem zagłębiowskiej zgody; jest to człowiek, który odpowiada idei „osoby ponad podziałami”, i to odpowiada w sposób niemal doskonały i perfekcyjny. Był niewątpliwie Konstanty Ćwierk człowiekiem środka, można nawet dodać - „złotego środka”. 

Ćwierk był człowiekiem głęboko wierzącym. Wiara stanowiła dla niego inspirację, dawała siłę do działania, była źródłem wartości i zasad, którymi kierował się bez względu na okoliczności. Humanizm „Szerszenia”, jego wiara w człowieka wyrasta więc przede wszystkim z pokornej postawy wobec świata, z poświęcenia idei solidaryzmu i miłosierdzia, oddania chrześcijańskim normom postępowania, słowem z akceptacji tych wartości, które moglibyśmy nazwać tworzywem katolickiego personalizmu z jego poszanowaniem ludzkiej godności, postulatem budowy autentycznych, „zdrowych” więzi międzyludzkich, koniecznością przeciwstawienia się totalitaryzmowi i wezwaniem do aktywnej walki z przejawami społecznego zła.

## Wyróżnienia
- rok 1934 – nagroda w konkursie literackim czasopisma „Tęcza”, przyznana przez Marię Pawlikowską-Jasnorzewską, Karola Huberta Rostworowskiego i Ludwika Hieronima Morstina[1],
- rok 1938 – Srebrny Wawrzyn Akademicki „za szerzenie zamiłowania do literatury polskiej”[7], przyznany zarządzeniem ministra z 5 listopada 1938 r. na wniosek Polskiej Akademii Literatury (jedyny laureat na terenie Zagłębia i Śląska); dyplom podpisali: Leopold Staff, Juliusz Kaden-Bandrowski i Wacław Sieroszewski[1].

## Upamiętnienie
- Wydawnictwo Wydziału Kultury, Sportu i Rekreacji Urzędu Miejskiego w Sosnowcu opublikowało książkę pt. „Konstanty Ćwierk - testament regionalnego twórcy i patrioty” (wybór wierszy i wstęp – Robert Podleśny)[6]
- Imię Konstantego Ćwierka otrzymało Stowarzyszenie Artystyczno-Edukacyjne im. Konstantego Ćwierka w Sosnowcu[5]
- W roku 2005, z okazji jubileuszu 110 rocznicy urodzin Konstantego Ćwierka, dniu 21 listopada 2005 r. odbyła się uroczystość nadania nazwy „Plac imienia Konstantego Ćwierka” skwerowi przy ul. Dęblińskiej w Sosnowcu[8]
- Z okazji 120 rocznicy urodzin Miejska Biblioteka Publiczna im. Gustawa Daniłowskiego oraz Stowarzyszenie Artystyczno-Edukacyjne im. Konstantego Ćwierka w Sosnowcu zorganizowały Konkurs im. Konstantego Ćwierka „Zagłębie Dąbrowskie ma głos”[5]. Biblioteka podejmuje również inne inicjatywy dla upamiętnienia pisarza[9]